# Phyllanthaceae

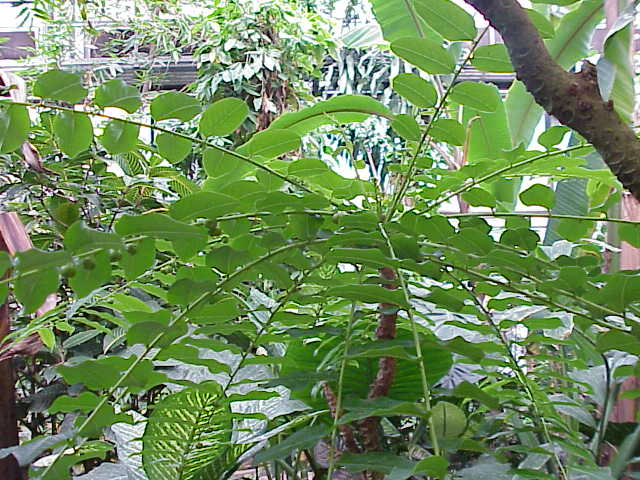
Phyllanthus juglandifolius

Phyllanthaceae é uma família de plantas angiospérmicas (plantas com flor - divisão Magnoliophyta), pertencente à ordem Malpighiales.
O grupo, anteriormente incluído na família Euphorbiaceae (como sub-família Phyllanthoideae) compreende cerca de 1700 espécies nativas de zonas tropicais.

## Géneros
Amanoa - Pentabrachion - Antidesma - Celianella - Hieronyma - Leptonema - Thecacoris - Oreoporanthera - Poranthera - Apodiscus - Aporosa - Ashtonia - Baccaurea - Distichirhops - Jablonskia - Maesobotrya - Spondianthus - Uapaca - Bischofia - Bridelia - Cleistanthus - Didymocistus - Hymenocardia -  Andrachne - Astrocasia - Breynia - Flueggea - Glochidion - Margaritaria - Phyllanthus - Reverchonia - Richeriella - Sauropus - Leptopus - Chascotheca - Keayodendron - Meineckia - Pseudolachnostylis - Zimmermannia - Zimmermanniopsis - Securinega - Actephila - Blotia - Chonocentrum - Discocarpus - Gonatogyne - Heywoodia - Lachnostylis - Petalodiscus - Savia  - Wielandia